# Воссоединение (Ведьмак)
«Воссоединение» (англ. Reunion) — третья серия третьего сезона американского телесериала «Ведьмак». Её режиссёром является Ганджа Монтейру, сценарий написала Хэйли Холл. Премьера состоялась 29 июня 2023 года на Netflix.

## Сюжет
Литературной основой сценария серии стали произведения писателя-фантаста Анджея Сапковского. Главные герои — ведьмак Геральт из Ривии, его «дитя неожиданности» Цирилла из Цинтры и его возлюбленная Йеннифэр из Венгерберга. Их судьбы разворачиваются на фоне масштабной политической игры, в ходе которой решается судьба целого континента. Основной источник сюжетного материала для всего третьего сезона — книга Сапковского «Час презрения». В сюжете «Воссоединения» важное место занимает встреча Геральта с матерью.

## В ролях
- Генри Кавилл — Геральт из Ривии
- Фрейя Аллан — княжна Цирилла
- Аня Чалотра — Йеннифэр из Венгерберга

## Оценки
Первые рецензенты отмечают прекрасную игру Генри Кавилла и Ани Чалотры, красоту декораций, наличие ряда впечатляющих сюжетных поворотов. При этом раскрытию предыстории в сюжетной линии о Геральте и его матери авторы шоу уделили недостаточно внимания.